# Centre aquatique olympique (Tokyo)
Pour les articles homonymes, voir Centre aquatique olympique.
Le Centre aquatique olympique (オリンピックアクアティクスセンター, Orinpikku Akuatikusu Sentā), translittération de Olympic Aquatics Centre, est le site aquatique situé dans la baie de Tokyo pour les Jeux olympiques d'été de 2020 à Tokyo. Il se situe dans l'arrondissement de Kōtō. Il a abrité les compétitions des sports aquatiques (natation, natation synchronisée et plongeons). D'une capacité initiale de 20 000 places, il sera ensuite restructuré pour une capacité réduite à 5 000 places après les Jeux. L'investissement prévu est de 274 millions d'euros.

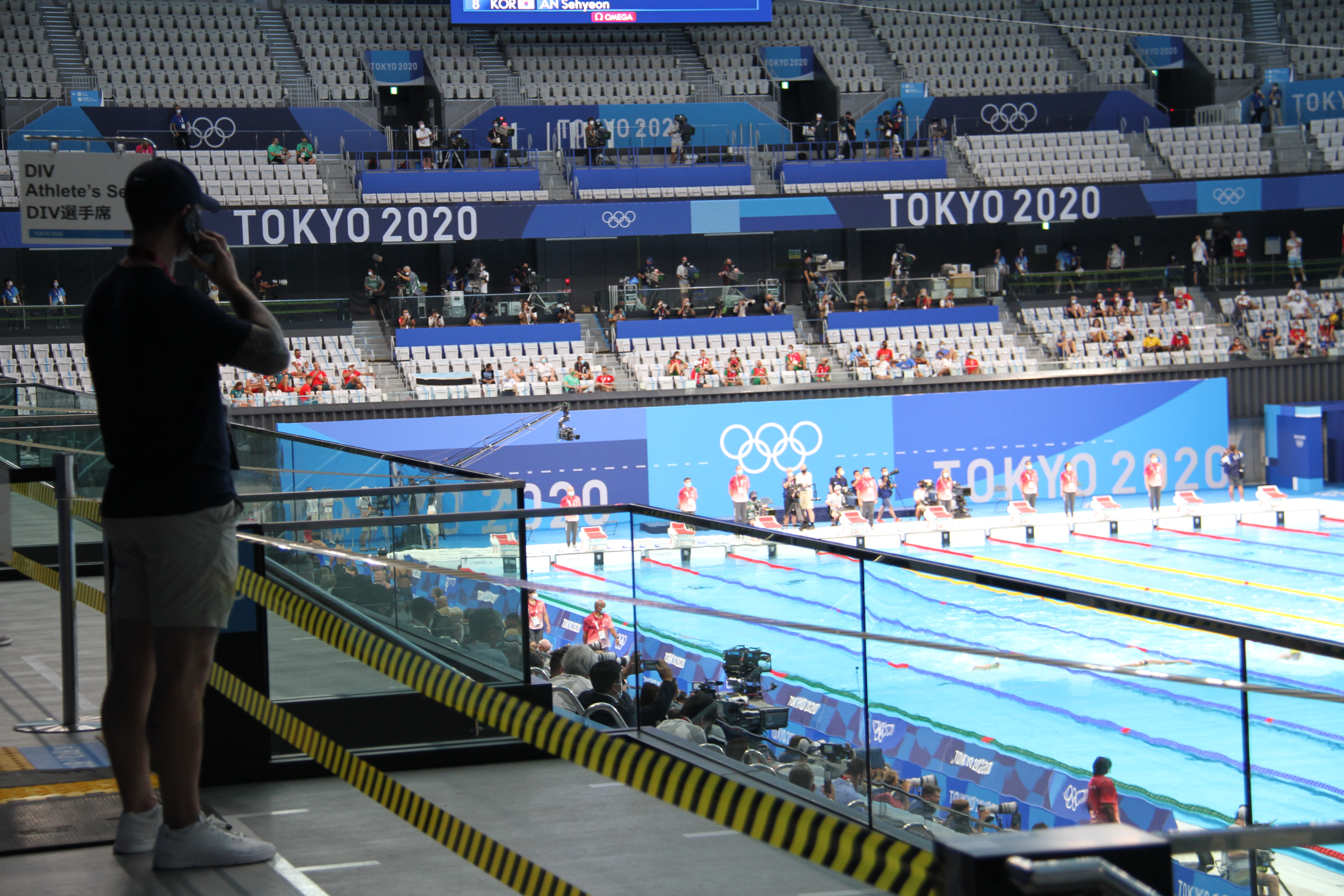
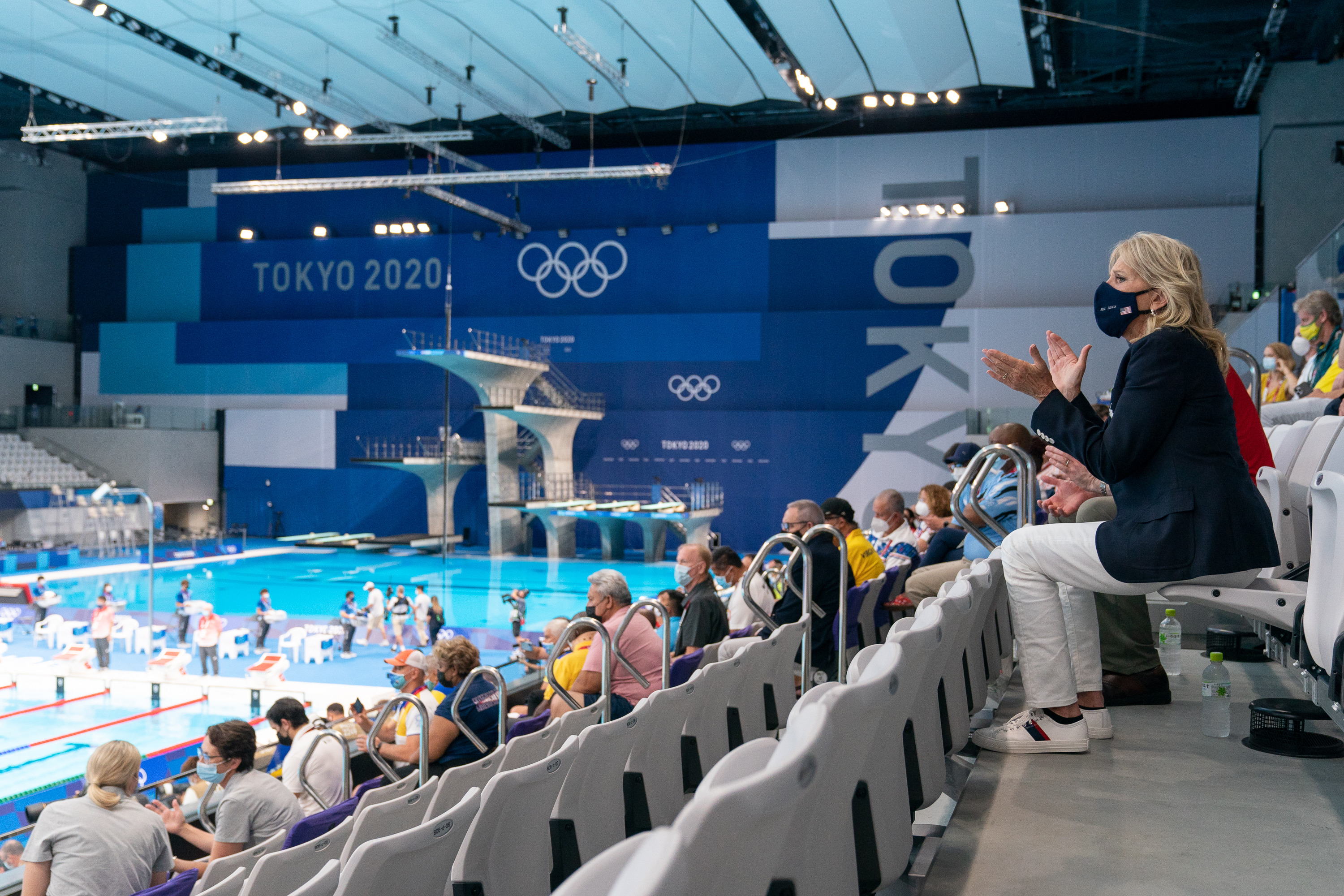
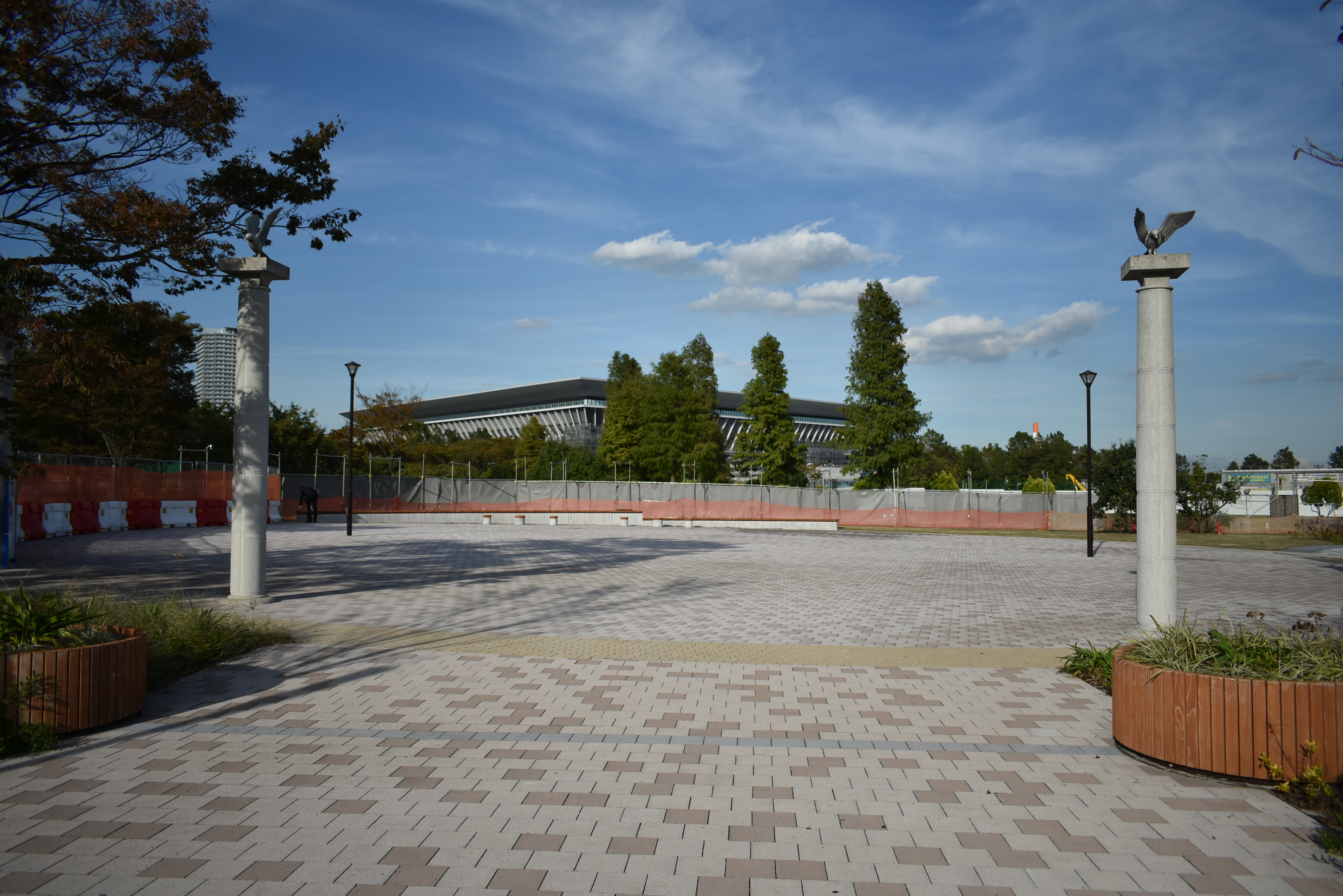